# Китаева, Елена Николаевна
Еле́на Никола́евна Кита́ева (11 декабря 1960, Иваново, СССР) — российская художница, дизайнер, главный дизайнер телеканала «Культура».

## Биография
Елена Китаева родилась в Иванове в семье инженеров Николая Ивановича и Инны Николаевны Китаевых.
С 1980 года работает для Английской Национальной Оперы.
В 1986 году окончила художественно-промышленный факультет Белорусского государственного театрально-художественного института по специальности «дизайнер».
С 1988 по 1991 год работала для минского Большого академического театра оперы и балета. Вместе с супругом Андреем Шелютто сотрудничала с рекламным агентством «Премьер СВ».
С 1993 года — главный художник «Художественного журнала».
В 1996 году по приглашению Елены Курляндцевой переходит на работу на телеканал «НТВ». Немалую роль в сотрудничестве НТВ с Китаевой сыграл Семён Левин.
В начале 1998 года Китаева покидает НТВ вместе с коллегами Андреем Шелютто и Антоном Батаговым. По утверждению Батагова, причиной ухода художников Шелютто и Китаевой с НТВ стали их противоречия с менеджментом телеканала, вылившиеся в попытку замены их режиссёром Юрием Грымовым. Также композитор отмечал, что никакого скрытого смысла, «постмодернизма» и прочих несанкционированных руководством экспериментов в работах художников на телеканале не было. Однако, в результате, сменил Шелютто не Грымов, а Сергей Шанович. Последний, рассказав о победе студии «НТВ-Дизайн» на одном из самых престижных конкурсов в мире масс-медиа — Promax BDA Europe-2002, вспоминал следующее:

Но у [Семёна] Левина есть самый главный неоценимый дар. Он умел: а) привлекать большие деньги и б) — профессиональных людей, самых лучших, самых дорогих людей — Китаеву, Шелютто, мою скромную персону. Это были самые лучшие специалисты на рынке. И они были у него в конторе. И о них никто ничего не знал. До поры до времени.— Сергей Шанович, «Известия» от 19 апреля 2002.
В 1998 году Китаева недолго работала на телеканале РТР.
С 1999 года Елена Китаева работает главным дизайнером телеканала «Культура». В 2004 году избрана академиком ТЭФИ. Живёт и работает в Москве.
До 2022-го года была преподавателем Школы дизайна НИУ ВШЭ.

## Персональные выставки
- 2011 — «Завтрак. Обед. Ужин». Музей современного искусства PERMM, Пермь.
- 2011 — «Завтрак. Обед. Ужин». Stella Art Foundation, Москва.[10]
- 1998 — «Тройка. Китаева. Логвин. Чайка» (совместно с А. Логвиным и В. Чайкой). DNP Duo Dojima Gallery, Осака, Япония.
- 1997 — «Новые деньги» (совместно с Л. Парфеновым и М. Гельманом), Галерея М. Гельмана. Москва.
- 1996 — «Девушка и Смерть» (совместно с Р. Литвиновой), Галерея М. Гельмана, Москва.
- 1995 — «Новая колода», Галерея М. Гельмана, Москва.
- 1994 — «Плакат, Графика, Скульптура». Государственный Музей Искусства, г. Витебск.
- 1994 — «Китаева». ИМА-Галерея, Москва.

### Фильмография
Художник-постановщик
- 1996 — «Мужские откровения» (реж. Ю. Грымов)
- 1997 — «Намедни: Наша эра» (реж. Д. Файзиев)
- 2000 — «Нет смерти для меня» (реж. Р. Литвинова)

## Награды
- 2005 — приз I-го Евразийского конкурса «Облик телеканала — 2005» в номинации «Лучшая эфирная идентификация канала».
- 2006 — Медаль ордена «За заслуги перед Отечеством» II степени[11]
- 2013 — Орден Дружбы[12]